# غو تشاو
غو تشاو (بالصينية: 顾超) (20 أغسطس 1989 بشانغهاي في الصين - ) هو لاعب كرة قدم صيني في مركز حراسة المرمى. لعب مع جيانغسو سونينغ وجيجيانغ غرينتاون ونادي مجموعة شانغهاي الدولية للموانئ.

## روابط خارجية
- غو تشاو على موقع ناشيونال فوتبول تيمز (الإنجليزية)
- غو تشاو على موقع Soccerway.com (الإنجليزية)
- غو تشاو على موقع اللجنة الأولمبية الصينية (الإنجليزية)